# Isaac Bédard
Pour les articles homonymes, voir Bédard.
Isaac Bédard, né le 16 juin 1614 à La Rochelle, et mort le 14 janvier 1689 à Charlesbourg, est un pionnier français en Nouvelle-France, arrivé vers 1660 dans les abords de la ville de Charlesbourg. Il est un ancêtre de la famille des Bédard en Amérique du Nord.

## Biographie
Isaac Bédard naît le 16 juin 1614 à La Rochelle de Jacques Bédard et Marie Guérineau. Il marie Marie Girard en 1644, fille de Simon Girard et Françoise Giraudet. À La Rochelle, il donne naissance à Jacques (pionnier, 1644), François (1646-1647), Pierre (1647-1648), Richard (1649-1650), Isaac (1652-1652), Louis (pionnier, 1655) et Anne (1658-1658). Sa famille étant protestante, Isaac (anciennement écrit Ysaac ou Ysaacq) se convertit au catholicisme en 1660, en même temps que sa femme Marie Girard et son fils aîné Jacques,. Il apprend la formation de maître-charpentier et émigre en Nouvelle-France vers 1660 avec le reste de sa famille.
Il s'installe au début dans la Haute-Ville de Québec, mais achète en 1662 un terrain dans la Seigneurie de Notre-Dame-des-Anges. Il laboure le terrain et le cultive. Il donne naissance à Marie en 1664 à Québec. En 1665, il s'établit à Charlesbourg où il occupe la fonction de charpentier tout en restant agriculteur. Il construit plusieurs bâtiments de ferme à Charlesbourg et Beauport, et construit quelques maisons à Québec.
Ses constructions les plus notables sont :
- (1668) Une grange de 40 pieds par 24 pieds pour Claude Charron;
- (1670) Une maisonnette de 18 pieds par 16 pieds et 6 pouces pour René Branche;
- (1670) Une grange de 30 pieds par 30 pieds pour Jean Juchereau (frère de Noël Juchereau);
- (1671) L'élévation de la charpente d'une maison à la Canardière pour Timothée Roussel;
- (1682) La grange moderne de Louis Rouer de Villeray
- (1682) Une maison à la Haute-Ville pour François Lavergne[6]

Il meurt le 14 janvier 1689 à Charlesbourg et est enterré le jour suivant au cimetière de la ville.

## Postérité
L'avenue Isaac-Bédard a été nommée en son honneur, en 1962, dans l'ancienne ville de Charlesbourg maintenant présente dans la ville de Québec.